# Fritz Klein (seksuoloog)
Fritz (Fred) Klein (Wenen, 27 december 1932 - San Diego, 24 mei 2006), was een Amerikaanse psychiater en seksuoloog bekend om zijn onderzoek naar biseksualiteit. Hij heeft een bijdrage geleverd aan het oprichten van een stichting ter ondersteuning van de biseksuele gemeenschap. Hij was schrijver en ontwikkelde de "Klein Sexual Orientation Grid", een instrument om de seksuele geaardheid te meten. Klein ging ervan uit dat de seksuele geaardheid niet statisch is, maar gedurende het leven in ontwikkeling is. Ook was hij ervan overtuigd dat onderzoekers het aantal mannen dat seks heeft met mannen vaak onderschatten.

## Leven
Klein werd geboren in Wenen, Oostenrijk in een joods orthodox gezin. Hij had twee broers. Met de opkomst van het antisemitisme vluchtte het gezin naar New York. Aan de Yeshiva University ontving hij in 1953 zijn BA. In 1955 volgde zijn MBA aan de Columbia-universiteit. Hij studeerde  zes jaar medicijnen aan de Universiteit van Bern in Zwitserland, waar hij in 1961 zijn MD behaalde. In de jaren zeventig werkte hij als psychiater.
Klein beschouwde zichzelf als biseksueel en was verbaasd dat er in 1974 in de openbare bibliotheek van New York zo weinig literatuur bestond over deze seksuele geaardheid. Hetzelfde jaar richtte hij het "Bisexual Forum" op, de eerste organisatie die de biseksuele gemeenschap ondersteunde.
In 2006 werd bij Klein kanker vastgesteld. Hij stierf op 74-jarige leeftijd in San Diego aan een hartstilstand. Klein doneerde zijn lichaam aan de wetenschap.
De levenspartner van Fritz Klein was Tom Reise.

## Werk
Hij ontwikkelde de Klein Sexual Orientation Grid. Dit meetinstrument kwam voort uit de Kinsey-schaal van Alfred Kinsey en meet de seksuele geaardheid over verschillende dimensies (Verleden, Heden en Ideaal) en factoren (seksuele aantrekkingskracht, seksueel gedrag, seksuele fantasieen, emotionele en sociale voorkeuren, levensstijl en zelfbeeld).
Klein schreef het boek "The Bisexual Option: A Concept of One Hundred Percent Intimacy" (1978) waarin hij zijn onderzoek naar biseksualiteit beschrijft. Daarnaast was hij als auteur betrokken bij het boek "The Male, His Body, His Sex" (1978). In 1982 verhuisde Klein naar San Diego. Daar schreef hij "Bisexualities: Theory and Research" (1986).
In 1998 stichtte hij de American Institute of Bisexuality (of "Bisexual Foundation"). Deze organisatie stimuleerde en ondersteunde het onderzoek naar en onderwijs over biseksualiteit. Daarnaast startte hij het blad de Journal of Bisexuality, waar hij tot zijn dood als auteur bij betrokken bleef. Andere boeken van zijn hand zijn "Bisexual and Gay Husbands: Their Stories, Their Words" (2001) en de roman "Life, Sex and the Pursuit of Happiness" (2005).